# Оук Риџ Норт (Тексас)
Оук Риџ Норт (енгл. Oak Ridge North) град је у америчкој савезној држави Тексас. По попису становништва из 2010. у њему је живело 3.049 становника.

## Демографија
Према попису становништва из 2010. у граду је живело 3.049 становника, што је 58 (1,9%) становника више него 2000. године.
| Група             | 2000.         | 2010.         |
| Белци             | 2.731 (91,3%) | 2.617 (85,8%) |
| Афроамериканци    | 38 (1,3%)     | 40 (1,3%)     |
| Азијати           | 35 (1,2%)     | 38 (1,2%)     |
| Хиспаноамериканци | 160 (5,3%)    | 311 (10,2%)   |
| Укупно            | 2.991         | 3.049         |